# Franz Brünnow
Franz Friedrich Ernst Brünnow (Berlino, 1821 – Heidelberg, 1891) è stato un astronomo tedesco.
Diresse dal 1847 al 1851 l'osservatorio di Düsseldorf; successivamente lavorò presso l'osservatorio di Berlino e dal 1854 al 1863 diresse l'osservatorio Detroit ad Ann Arbor, Michigan, e quello di Berlino dal 1866 al 1874. Fu maestro di James Craig Watson. Gli è stato dedicato un asteroide, 6807 Brünnow .